# اللكام (رصد)

تعديل مصدري - تعديل

اللكام هي إحدى قرى عزلة القارة بمديرية رصد التابعة لمحافظة أبين، بلغ تعداد سكانها 115 نسمة حسب تعداد اليمن لعام 2004.